# Furtivos
Furtivos és una pel·lícula espanyola dirigida i escrita per José Luis Borau, en col·laboració amb Manuel Gutiérrez Aragón, estrenada el 1975. Va aconseguir la Conquilla d'Or a la millor pel·lícula al Festival de San Sebastià.

## Argument
Àngel (Ovidi Montllor) és un caçador furtiu que viu en un bosc amb la seva mare (Lola Gaos), una dona de caràcter tirànic i violent. En un dels seus escassos viatges a la ciutat, coneix Milagros (Alicia Sánchez), jove fugida d'un reformatori i amant d'un conegut delinqüent. Ángel la protegeix i la porta a casa seva. L'animositat de la mare cap a Milagros, així com l'atracció que Ángel sent cap a ella, unit a l'aspecte claustrofòbic de les relacions entre els personatges, desemboquen en un drama.

## Repartiment
- Simón Arriaga ... Caporal
- José Luis Borau... Governador
- Eulalia Boya ... Nun
- Beni Deus ... Gonzalo
- Antonio Gamero ... Guardabosc 1
- Lola Gaos... Martina
- José Luis Heredia ... Secretari
- Ismael Merlo... Capellà
- Ovidi Montllor... Ángel - el Alimañero
- Gilberto Moreno ... Sailor
- Francisco Ortuño
- Erasmo Pascual ... Armorer
- José Riesgo ... Salvita
- Alicia Sánchez Araujo... Milagros
- Felipe Solano ... Cuqui
- Fernando Villena ... Guardabosc 2

## Premis i nominacions
Premis
- Festival Internacional de cinema de Sant Sebastià (1975) Millor pel·lícula espanyola
- Festival Internacional de cinema de Sant Sebastià Conquilla d'or
- Premi Sant Jordi 1976 Millor pel·lícula espanyola
- Premi Sant Jordi 1976 Millor interpretació en pel·lícula espanyola per Lola Gaos